# Рівняння Дуффінга

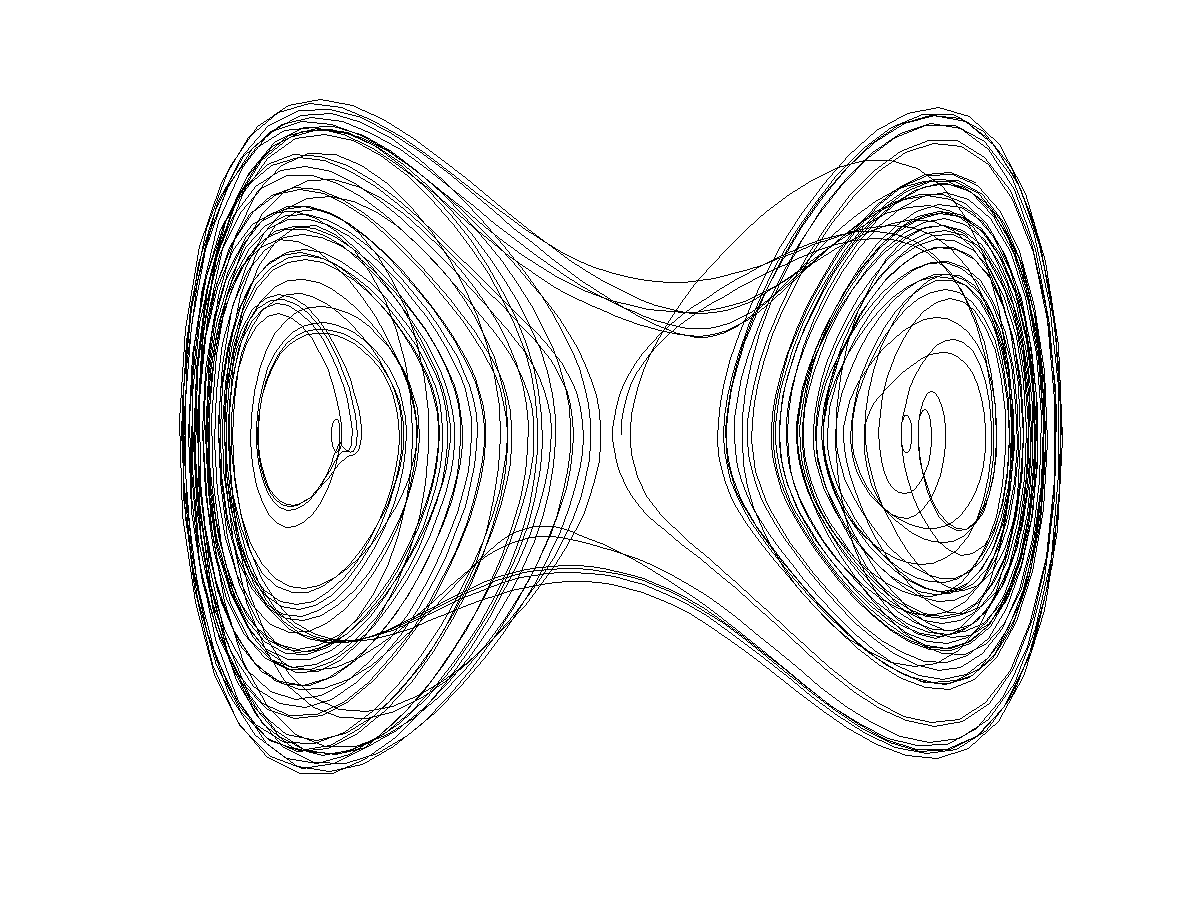
Фазовий протрет.

Рівняння Дуффінга — нелінійне диференціальне рівняння другого порядку, що застосовується для моделювання певних затухаючих і вимушених коливань. Назване на честь німецького винахідника Георга Дуффінга. Рівняння Дуффінга записується в вигляді
{\displaystyle {\ddot {x}}+\delta {\dot {x}}+\alpha x+\beta x^{3}=\gamma \cos(\omega t)\,}
де 
- невідома функція x=x(t) — відхилення в момент часу t;
- {\displaystyle {\dot {x}}} - перша похідна від x по часу, тобто швидкість;
- {\displaystyle {\ddot {x}}} - друга похідна по часу від x, тобто прискорення;
- {\displaystyle \delta }, {\displaystyle \alpha }, {\displaystyle \beta }, {\displaystyle \gamma } і {\displaystyle \omega } - задані константи.

Рівняння описує затухаючі коливання.